# Haementeria lopezi
Haementeria lopezi (П'явка Лопеса) — вид п'явок роду Haementeria родини Пласкі п'явки ряду Хоботні п'явки (Arhynchobdellida). Отримала назву на честь вченого Серапіо Лопеса-Хіменеса з Автономного університету Хуареса в Табаско.

## Опис
Загальна довжина становить 59 мм, завширшки — 9 мм (найменша особина була 22 мм завдовжки і 6 мм завширшки). 1 пара очей, що зрослись, утворюючи єдину пігментну пляму на 3 соміті. Передня присоска велика трикутної форми, задня — маленька, але ширша за діаметр задньої частини тіла (уросоми). Ротовий отвір дещо менше за передню присоску. 2 пари слинних залоз в основі хоботка розташовано компактно.
Тіло широке ланцетоподібне сплощене. Загалом має 27 сомітів. Соміти з 4 до 24 складаються з 3 кілець, втім 1 й 2 соміти з 1 кільцем, 3, з 25 до 27 соміт — з 2. Спину вкрито 10—15 нечіткими рядками сосочками. Черевна поверхня з невеликими сосочками. Гонопор самця розташовано між XI і XII сомітами, самиці — на XII (на 2 кільці цього соміта). Гонопори розділяють 2 кільця. Анус розташовано на спині, на 27 соміті 9між 1 і 2 кільцями). Присутності 2 пари сфероїдних міцетомів на череві (11 соміт). Кожна міцетома здатна відкриватися окремо через тонкі протоки до стравоходу. Має 7 пар сліпих кішок, з яких 4 — в кишківнику. Є 6 пар тестісак (мішечків зі спермою), що розташовано між 13 та 19 сомітами. Еякуляторні протоки прості без заднього розширення.
Спина темніша за черево. Сосочки на спині білого кольору. Від очей до задньої присоски проходить розмита лінія темного кольору. По середині спини проходить 1 пара поздовжних ліній, що починається біля 9 соміта. На верхній частини задньої присоски є темні радіальні лінії.

## Спосіб життя
Воліє до прісної водойми. Тримається прибережних ділянок серед рослин. Ектопаразит. Нападає із засідки. Живиться кров'ю переважно земноводних, рідше невеличких рептилій.

## Розповсюдження
Є ендеміком Мексики.